# Vuurtoren van Scheveningen
De Vuurtoren van Scheveningen is ontworpen door Quirinus Harder en werd in 1875 opgeleverd. De rode twaalfzijdige gietijzeren toren is 30 meter hoog. De toren heeft de status van rijksmonument en bestaat uit acht verdiepingen en een trap met 159 treden. De vuurtoren bevindt zich aan het einde van de boulevard dicht bij de Scheveningse haven en visafslag. De toren behoort tot de gemeente Den Haag.

## Geschiedenis

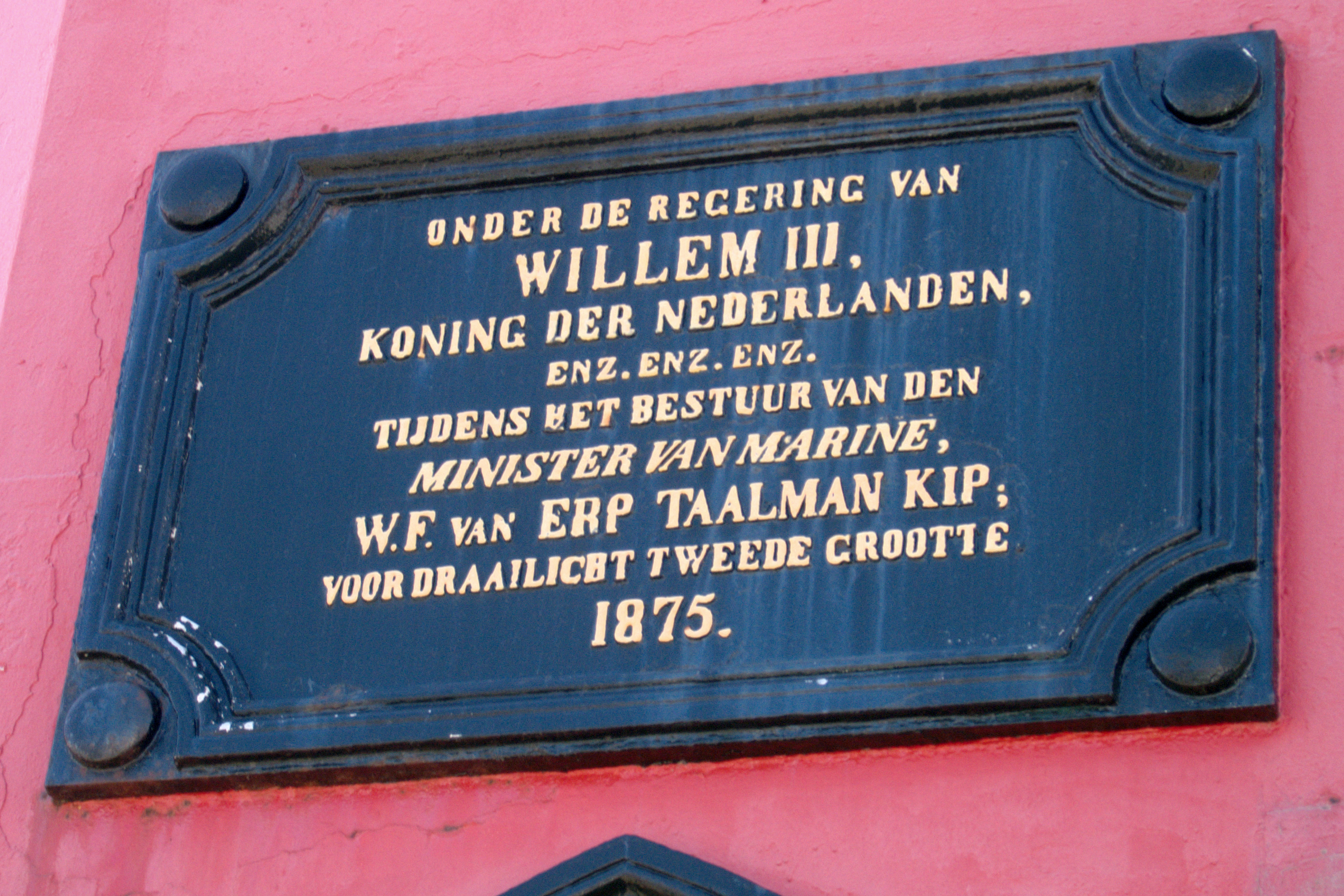
Plaquette boven de ingang

Sinds 1595 beschikte Scheveningen over een vierkante vuurbaak. De kerk inde geld van de schepen die van de vuurbaak gebruik maakten. Rond 1850 werd het bouwwerk verhoogd om de zichtbaarheid te vergroten. De nieuwe vuurbaak bevatte een koperen koepel en een stilstaand fresneloptiek.
In de jaren zeventig van de negentiende eeuw kreeg Quirinus Harder opdracht de huidige vuurtoren te ontwerpen. 

## Omschrijving

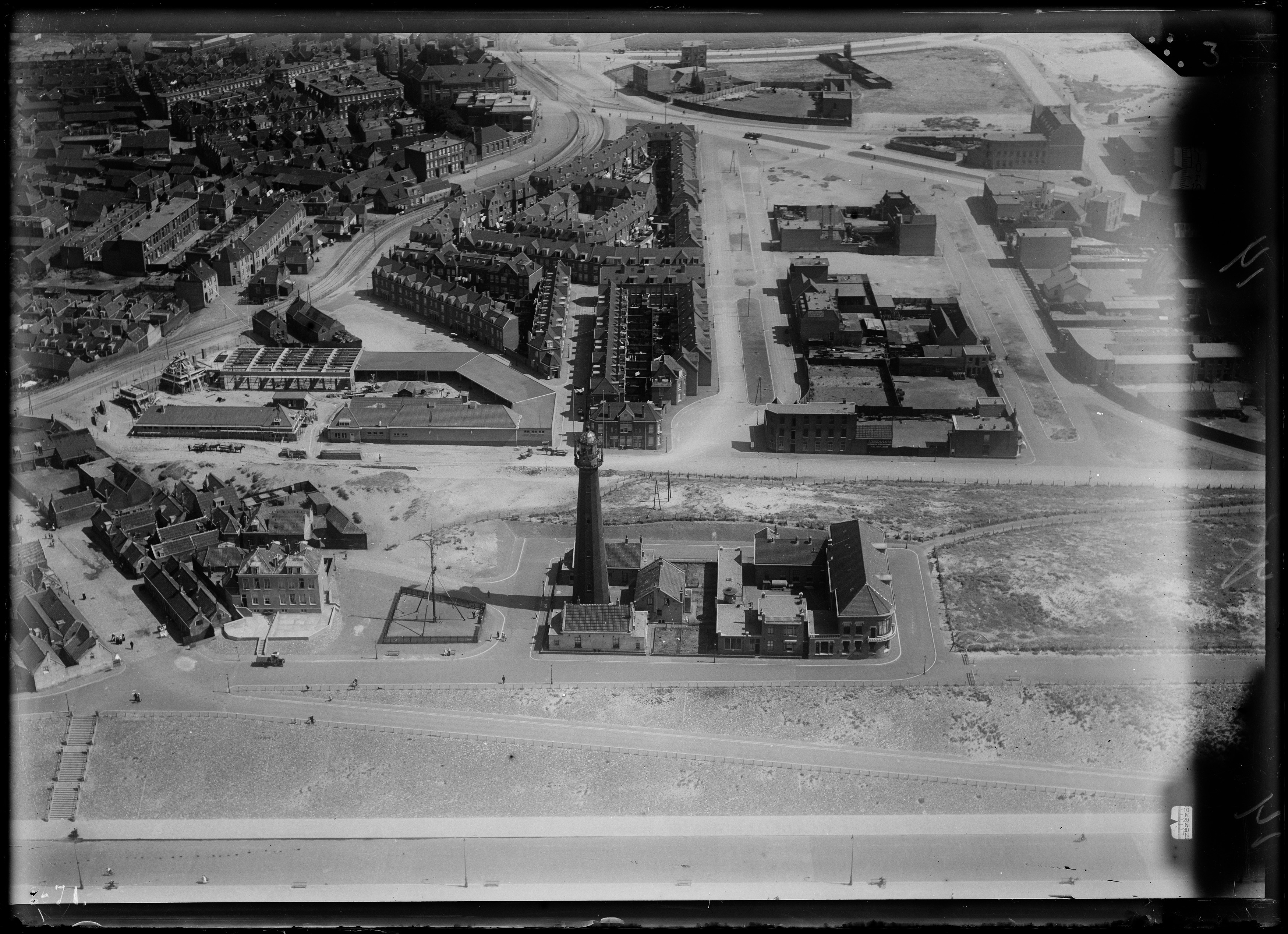
De vuurtoren en omgeving, tussen 1920 en 1940

De toren is gebouwd van gietijzer. De negen vloeren staan in verbinding met elkaar door gietijzeren wenteltrappen. Op de tweede verdieping is het verblijf van de vuurtorenwachters. Deze vloer is betimmerd en met kooien uitgerust. De kooien zijn in 1959 verwijderd. Een uitkijkpost is in 1957 op de zesde vloer van de toren gebouwd. Aan de voet van de toren werden één dubbele woning voor de opzichter en vier woningen voor vuurtorenwachters gebouwd.
Bij oplevering bevatte de toren een draaiende optiek in een kwikbad. In de jaren zestig werd dit licht vervangen door een elektrisch aangedreven draaiend lichtwerk op kogellagers. Het licht heeft een hoogte van 49 meter, reikt ruim 53 kilometer (29 zeemijlen) ver en geeft twee lichtflitsen per tien seconden. 